# La Chaussée-d'Ivry
La Chaussée-d'Ivry är en kommun i departementet Eure-et-Loir i regionen Centre-Val de Loire strax norr om centrala Frankrike. Kommunen ligger i kantonen Anet som tillhör arrondissementet Dreux. År 2022 hade La Chaussée-d'Ivry 1 307 invånare.

## Befolkningsutveckling
Antalet invånare i kommunen La Chaussée-d'Ivry
Referens:INSEE